# Großsteingräber bei Poppau
Die Großsteingräber bei Poppau waren zwei mögliche megalithische Grabanlagen der jungsteinzeitlichen Tiefstichkeramikkultur bei Poppau, einem Ortsteil der Gemeinde Beetzendorf im Altmarkkreis Salzwedel, Sachsen-Anhalt. Beide wurden wohl spätestens im 19. Jahrhundert zerstört. Beschreibungen zu den Anlagen liegen nicht vor, ihre mögliche Existenz ist nur durch die Bezeichnungen „Steinkamer“ und „Steinstücke“ auf einem historischen Messtischblatt belegt.